# Vemund Skard
Ĉ
Vemund Skard (né le 29 novembre 1909 à Kristiansand, décédé le 21 mai 1992) est un linguiste norvégien. Il a publié une Histoire de la langue norvégienne en quatre volumes.
Vemund Skard est le fils du traducteur et linguiste Matias Skard (1846-1927) et de Gyda Christensen (1868-1916), et le frère de théologien Bjarne Skard et du philologue Sigmund Skard. Il est Candidatus philologiæ à l'Université d'Oslo en 1941. De 1942 à 1948, il est professeur dans les écoles de Nordstrand et Veltheim à Oslo. Il a obtient son doctorat en 1952, avec une thèse sur le datif en vieux norvégien. À partir de 1958 a été chargé de cours en anglais à l'Université d'Oslo.